# Église Santa Dorotea
L'église Santa Dorotea (en français : Sainte-Dorothée) est une église romaine située dans le quartier Trastevere sur la via Santa Dorotea et dédiée à Sainte Dorothée.

## Historique
Les origines de l'église remontent au Moyen Âge avec sa mention en 1123 dans une bulle papale de Calixte II sous le nom de Sancti Silvestri iuxta portam Septimianam (Saint-Sylvestre-à-Porta Settimiana), puis au XIVe siècle comme San Silvestro della malva. À partir de 1445 elle porte la double dénomination de San Silvestro e Santa Dorotea. En 1475 le pape Sixte IV la fait entièrement reconstruire et elle est dédiée seulement à Dorothée de Césarée, martyre de Dioclétien en 311. En 1738, elle est allouée aux frères mineurs conventuels qui la font reconstruire une nouvelle fois en 1750 sur les plans de l'architecte Giovanni Battista Nolli. La construction est terminée en 1756 et l'église demeure dès lors sous cette forme.
Depuis 2014, l'église est le siège du titre cardinalice homonyme.

## Architecture

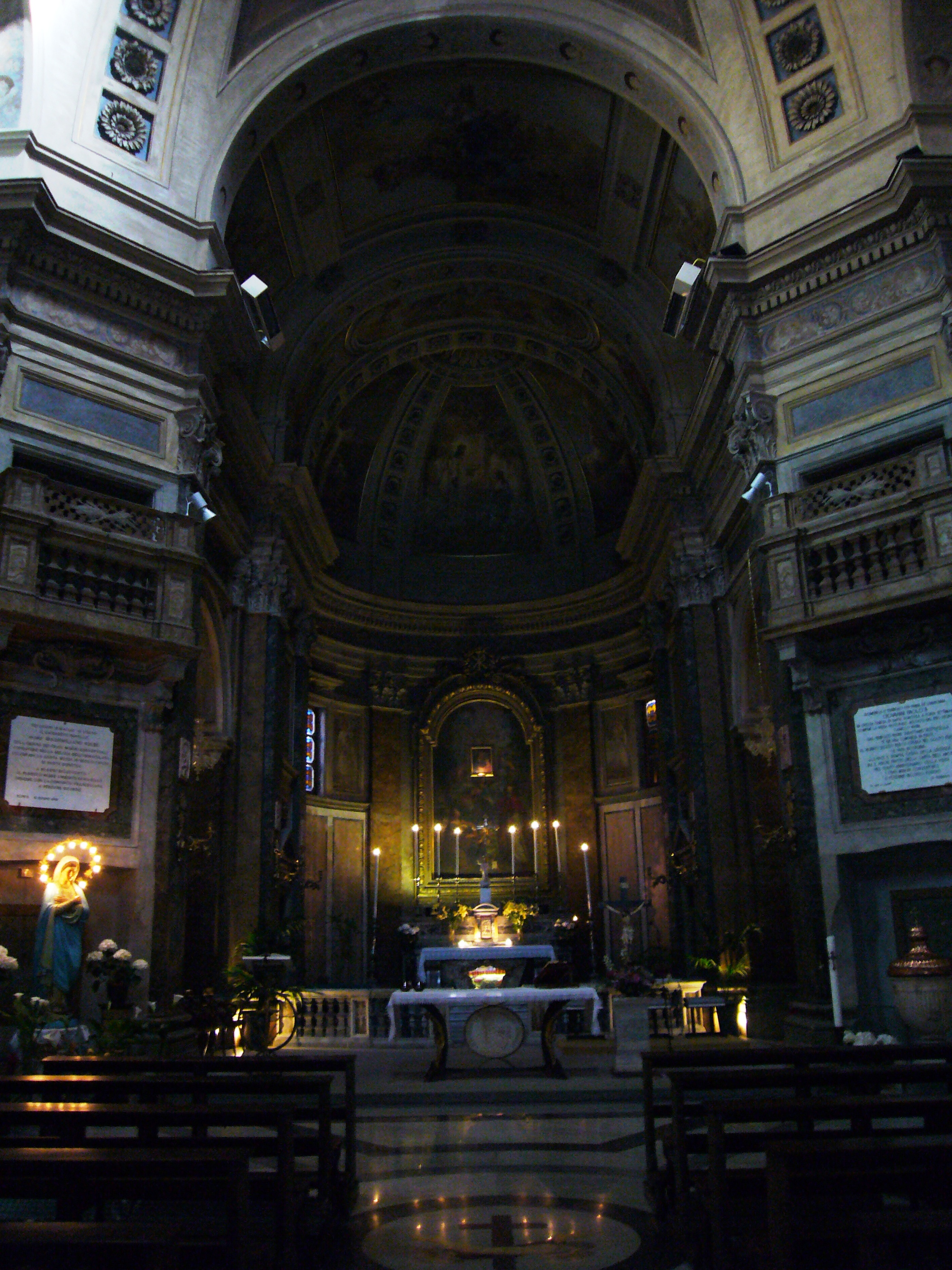
Intérieur de l'église

La façade est légèrement concave, avec un grand tympan, et une inscription au-dessus du portail faisant référence aux dédicataires de la l'église. L'intérieur est constitué d'une nef unique avec des autels latéraux. Le maître-autel accueille des reliques de sainte Dorothée et sous celui-ci est enterré l'architecte Nolli. La voûte est décorée de fresques des saints Franciscains réalisées par Gaetano Bocchetti. Dans l'église se trouve également une petite chapelle consacrée à la Vierge désolée.

## Sources et références
- (it) Cet article est partiellement ou en totalité issu de l’article de Wikipédia en italien intitulé « Chiesa di Santa Dorotea » (voir la liste des auteurs).